# Кліфф Кертіс
Клі́ффор Вів'є́н Де́вон (Кліфф) Ке́ртіс (англ. Clifford Vivian Devon 'Cliff' Curtis; нар. 27 липня 1968, Роторуа, Нова Зеландія) — новозеландський актор і продюсер.
На початку кар'єри Кліфф Кертіс багато знімався в Новій Зеландії та в другорядних ролях у США. Завдяки характерній зовнішності через походження з народу маорі, Кертіс зазвичай грає етнічних персонажів: євреїв (зокрема Ієшуа-Ісус у «Воскресінні»), арабів, латиноамериканців тощо.
Став знаменитим у 2015 році після головної ролі Трейвіса Манави (англ. Travis Manawa) в телесеріалі AMC «Бійтеся ходячих мерців» — спін-офф культового серіалу «Ходячі мерці».
У серпні 2018 вийшов блокбастер «Мег» за участю Кліффа Кертіса, де він грає разом із Джейсоном Стейтемом, Рубі Роуз та іншими акторами. Також на 2020—2025 роки запланований вихід чотирьох сиквелів фільму «Аватар», в яких Кертіс виконує роль Тоноварі (англ. Tonowari), вождя клану Меткаїна.
Володіє новозеландською кіновиробничою компанією «Фенуа фільмз» (англ. Whenua Films) (співвласник).

## Фільмографія
| Рік       |   | Українська назва          | Оригінальна назва                     | Роль                  |
| --------- | - | ------------------------- | ------------------------------------- | --------------------- |
| 2026      | ф | Аватар 4                  | Avatar 4                              | Тоноварі              |
| 2025      | ф | Аватар 3                  | Avatar 3                              | Тоноварі              |
| 2025      | ф | Останній подих            | Last Breath                           | капітан Андре Дженсон |
| 2025      | с | Вождь війни               | Chief of War                          | Кеоуа                 |
| 2024      | с | Каос                      | Kaos                                  | Посейдон              |
| 2023      | ф | Незламний дух             | True Spirit                           | Бен Браянт            |
| 2023      | ф | Мег 2: Окоп               | The Meg 2: The Trench                 | Джеймс Маккрейдес     |
| 2022      | ф | Аватар 2                  | Avatar 2                              | Тоноварі              |
| 2021      | ф | Ремінісценція             | Reminiscence                          | [ 8 ]                 |
| 2019      | ф | Доктор Сон                | Doctor Sleep                          | Біллі Фрімен          |
| 2019      | ф | Форсаж: Гоббс та Шоу      | Fast & Furious Presents: Hobbs & Shaw | Джона                 |
| 2018      | ф | Мег: Монстр глибини       | The Meg                               | Мак                   |
| 2015—2017 | с | Бійтеся ходячих мерців    | Fear the Walking Dead                 | Тревіс Манава         |
| 2015      | ф | Останні лицарі            | The Last Knights                      | лейтенант Кортес      |
| 2016      | ф | Воскресіння               | Risen                                 | Ієшуа                 |
| 2012      | ф | Тисяча слів               | A Thousand Words                      | доктор Сінджа         |
| 2011      | с | Слідство по тілу          | Body of Proof                         | Агент ФБР Дерек Еймс  |
| 2011      | ф | Коломбіана                | Colombiana                            | Еміліо                |
| 2010      | ф | Останній володар стихій   | The Last Airbender                    | повелитель вогню Озай |
| 2009      | с | Травма                    | Trauma                                | Рубен "Кролик" Палчек |
| 2009      | ф | Перетинаючи кордон        | Crossing Over                         | Хамід Бархері         |
| 2009      | ф | П'ятий вимір              | Push                                  | Хук Уотерс            |
| 2008      | ф | 10 000 років до нашої ери | 10,000 BC                             | Тік-Тік               |
| 2007      | ф | Міцний горішок 4.0        | Die Hard 4.0 - Live Free or Die Hard  | Боумен                |
| 2007      | ф | Перелом                   | Fracture                              | детектив Флорес       |
| 2007      | ф | Пекло                     | Sunshine                              | психолог Серл         |
| 2006      | ф | Фонтан                    | The Fountain                          | Капітан Аріель        |
| 2005      | ф | Королева річки            | River Queen                           | Вірему                |
| 2005      | ф |                           | The Pool                              | чоловік               |
| 2004      | ф |                           | Heinous Crime                         | рознощик піци         |
| 2004      | ф | Наляканий                 | Spooked                               | Морт Уітман           |
| 2003      | ф | Вердикт за гроші          | Runaway Jury                          | Френк Еррера          |
| 2002      | ф | Осідлавший кита           | Whale Rider                           | Порурангі             |
| 2002      | ф | Відшкодування збитків     | Collateral Damage                     | Клаудіо Перріні       |
| 2001      | ф | Маджестік                 | The Majestic                          | Принц Халід           |
| 2001      | ф | Тренувальний день         | Training Day                          | Смайлі                |
| 2001      | ф | Кокаїн                    | Blow                                  | Пабло Ескобар         |
| 2000      | ф |                           | Jubilee                               | Біллі Вільямс         |
| 1999      | ф | Своя людина               | The Insider                           | Шейх Фадлалла         |
| 1999      | ф | Воскрешаючи мерців        | Bringing Out the Dead                 | Сі Коутс              |
| 1999      | ф | Три королі                | Three Kings                           | Амір Абдула           |
| 1999      | ф | Вірус                     | Virus                                 | Хіко                  |
| 1998      | ф | Шість днів, сім ночей     | Six Days Seven Nights                 | Кіп                   |
| 1998      | ф | Глибинний підйом          | Deep Rising                           | Мамулі                |
| 1996      | ф | Манануї                   | Mananui                               | Мана                  |
| 1996      | ф | Курча                     | Chicken                               | Зік                   |
| 1994      | ф | Рапа-Нуї                  | Rapa Nui                              | Короткі Вуха          |
| 1994      | ф | Колись вони були воїнами  | Once Were Warriors                    | Bully                 |
| 1994      | ф | Каху і Майя               | Kahu & Maia                           |                       |
| 1993      | ф | Відчайдушні заходи        | Desperate Remedies                    | Фрейзер               |
| 1993      | ф | Фортепіано                | The Piano                             | Мана                  |